# Стела «Город воинской славы» (Воронеж)
Па́мятник-сте́ла «Го́род во́инской сла́вы» был открыт 6 мая 2010 года парке Патриотов Воронежа. Стела установлена в память о присвоении Воронежу почётного звания «Город воинской славы».

## История
Основание Воронежа связано со строительством в 1586 году крепости, на протяжении долгого времени защищавшей Русское царство от набегов крымских и ногайских татар и от вторжения польско-литовских войск. А с 1696 года по решению Петра I город стал местом строительства военно-морского флота России, в ходе Русско-турецкой войны (1686—1700) принявшего участие во взятии Азова в 1696 году и в Керченском походе 1699 года. С Воронежем связаны многие активные участники Отечественной войны 1812 года, а годы Первой мировой войны и последующие десятилетия отмечены крупномасштабным развитием в городе оборонной промышленности. Огромное влияние стойкость защитников Воронежа оказала на исход переломных сражений Великой Отечественной войны на Волге и Дону. В течение 212 дней линия фронта проходила по Воронежу, и город был разрушен более чем на 90%, но фашистам так и не удалось захватить его до конца. Потери советских войск в битве за Воронеж составили свыше 400 тысяч человек. В войне с немецко-фашистскими войсками погибли более 32 тысяч уроженцев Воронежа, 13 уроженцев Воронежа стали Героями Советского Союза, 3 – полными кавалерами ордена Славы. 
Указом Президиума Верховного Совета СССР от 6 мая 1975 года за мужество и героизм в годы Великой Отечественной войны и успехи в развитии народного хозяйства Воронеж награждён Орденом Отечественной войны I степени, а Указом Президиума Верховного Совета СССР от 10 мая 1986 года за большие заслуги трудящихся города в революционном движении, их вклад в борьбу с немецко-фашистскими захватчиками в годы Великой Отечественной войны, успехи, достигнутые в хозяйственном и культурном строительстве, и в связи с 400-летием со времени основания город удостоен Ордена Ленина. После введения в 2006 году почётного звания «Город воинской славы» по инициативе совета ветеранов, поддержанной городскими и областными органами власти, было направлено представление о присвоении Воронежу этого высокого знака отличия, и Указом президента Российской Федерации от 16 февраля 2008 года № 206 почётное звание было присвоено. 6 мая 2008 года в Екатерининском зале Московского Кремля состоялась церемония вручения грамот о присвоении высокого звания городам, в числе которых был Воронеж. Грамоту из рук президента приняли глава города С. М. Колиух, председатель городского совета ветеранов М. Д. Матвеенко и представительница молодого поколения воронежцев.
В соответствии с Указом президента РФ от 1 декабря 2006 года № 1340, в каждом городе, удостоенном этого высокого звания, устанавливается стела, посвящённая этому событию. Архитектурно-скульптурное решение памятной стелы «Город воинской славы» утверждено Российским организационным комитетом «Победа» по результатам открытого всероссийского конкурса, в котором в 2008 году победил проект авторского коллектива в составе: заслуженный архитектор России И. Н. Воскресенский, Г. А. Ишкильдина, В. В. Перфильев, народный художник России С. А. Щербаков. В ходе обсуждения возможных мест размещения памятника ветераны войны настояли на сооружении мемориала на левобережье, которое удалось отстоять в упорных сражениях: в парке Патриотов, у братской могилы № 6 — места захоронения 291 воина, павшего в боях за Воронеж. Таким образом, завершалось монументальное оформление мемориального комплекса (с Вечным огнём и музеем-диорамой), реконструкция которого велась с 1989 года. Через два года после вручения грамоты о присвоении звания, 6 мая 2010 года горожане, ветераны войны и военнослужащие собрались на торжественное открытие памятника с торжественным маршем взвода почётного караула. В праздничном мероприятии приняли участие губернатор А. В. Гордеев, митрополит Воронежский и Борисоглебский Сергий, начальник Воронежского высшего военного авиационного инженерного училища Г. В. Зибров и другие представители областных и городских органов власти и общественных организаций.  
15 апреля 2010 года Почта России выпустила почтовую марку, а 2 апреля 2012 года Центральным банком России в обращение была выпущена памятная монета «Город воинской славы Воронеж» достоинством 10 рублей. Ещё одним символом стал Меч Победы, вручённый Воронежу, как и другим городам воинской славы, 9 июня 2022 года в зале Славы Музея Победы в парке Победы на Поклонной горе в Москве. Изготовленный в Златоусте меч покрыт золотом высшей 999,9 пробы и инкрустирован уральскими самоцветами — гранатами, символизирующими пролитую кровь, и голубыми топазами, которые считаются символом мира. Длина мечей составляет 1,2 метра, вес — более пяти килограммов. На клинке, украшенном растительным орнаментом, высечены знаменитые слова князя Александра Невского: «Кто с мечом к нам придет, тот от меча и погибнет». Ранее, в апреле 2015 года, аналогичные Мечи Победы были переданы на вечное хранение городам-героям.
Символ мужества и воинской славы представляет собой полированную гранитную колонну дорического ордера весом 50 тонн и высотой 11 метров (с бронзовыми капителью и базой). Наверху колонны — бронзовый государственный герб России, на постаменте в бронзовом картуше располагается текст Указа Президента РФ о присвоении почётного звания, а на оборотной стороне — бронзовый герб Воронежа. В основании стелы — заложенная 10 февраля 2010 года капсула с землёй, взятой с братских могил воинов, павших на территории Воронежской области. Колонну окружают четыре пилона с бронзовыми барельефами — надписями и изображениями на картушах в виде не до конца развёрнутых свитков, наложенных на боевые знамёна. Тематика барельефов, рассказывающих о важных военно-исторических событиях, связанных с присвоением Воронежу почётного звания:
- Текст Указа Президиума Верховного Совета СССР от 6 мая 1975 года о награждении Воронежа орденом Отечественной войны I степени.
- Изображение ордена Отечественной войны I степени.
- Изображение многофигурного памятника советским воинам на площади Победы.
- Текст о единстве фронта и тыла с перечнем вооружения и техники, производившихся предприятиями Воронежа в военное время.

- Текст Указа Президиума Верховного Совета СССР от 10 марта 1986 года о награждении Воронежа орденом Ленина.
- Изображение ордена Ленина.
- Изображение герба Воронежа.
- Текст о возведении крепости под руководством воеводы С. Ф. Сабурова.

- Текст о сражении за Воронеж и о наступательной операции 60-й армии под командованием генерала И. Д. Черняховского.
- Изображение памятника И. Д. Черняховскому.
- Сведения о строительстве первого российского военного флота.
- Сведения о достижениях воронежских самолётостроителей.

- Сведения об атомном подводном ракетоносном крейсере «Воронеж».
- Изображение памятника павшим воинам на Чижовском плацдарме.
- Текст о зарождении в Воронеже воздушно-десантных войск.
- Сведения о воронежцах – лауреатах Нобелевской премии: И. А. Бунине, П. А. Черенкове и Н. Г. Басове.

История памятника отражена в экспозиции музея-диорамы, где хранится Меч Победы. Стела стала композиционным центром мемориального комплекса парка Патриотов, включающего музей и братскую могилу № 6 с Вечным огнём и гранитными стенами, на которых выбиты имена павших воинов. В этом месте проводятся торжественные и памятные мероприятия, в том числе посвящённые Дню города, Дню защитника Отечества и Дню Победы.

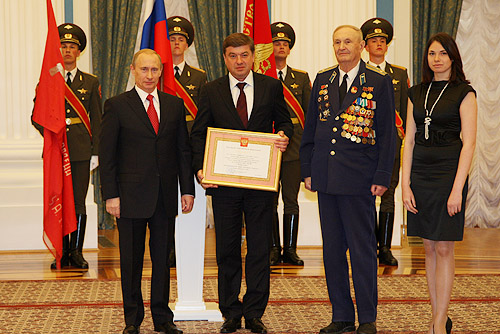
Вручение президентом представителям Воронежа грамоты о присвоении почётного звания
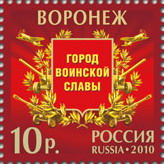
Памятная марка, посвящённая городу воинской славы
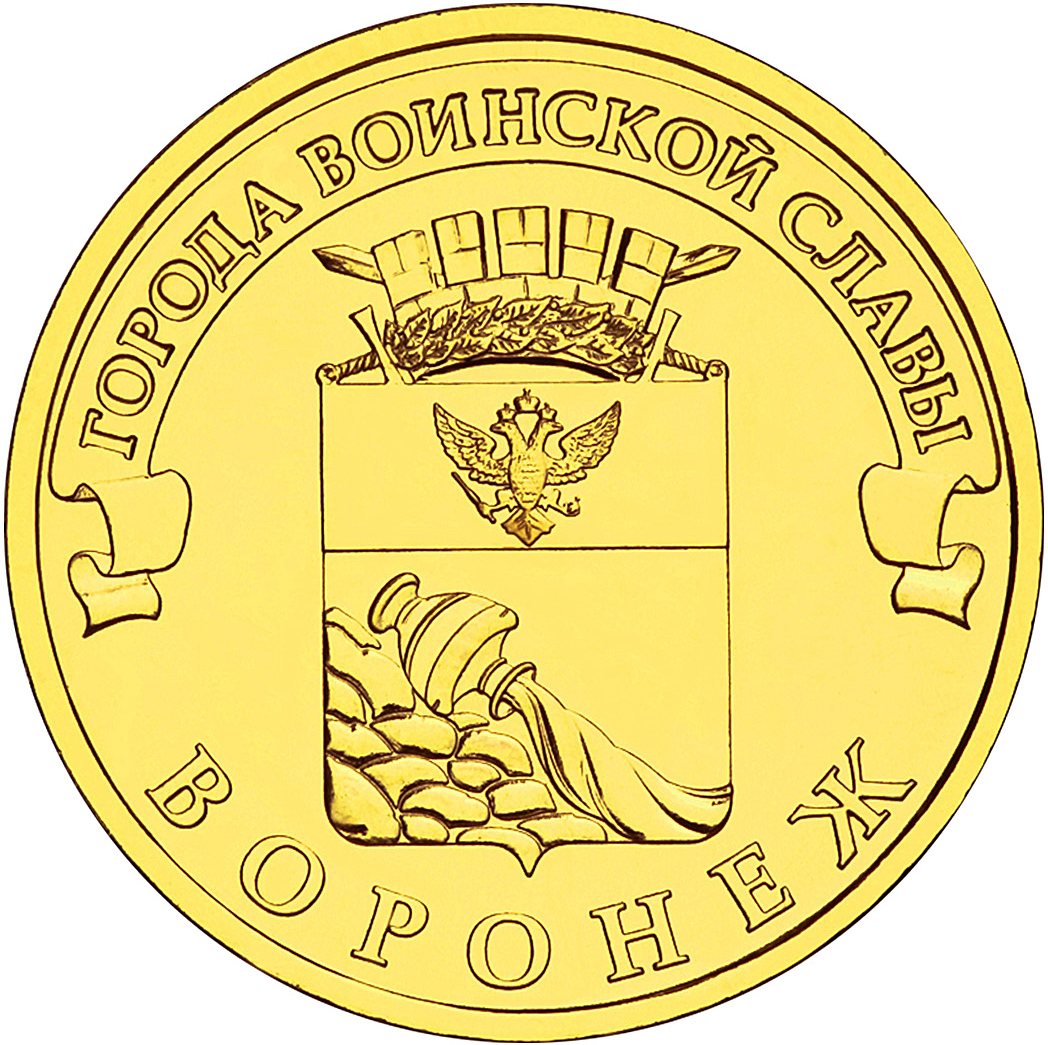
Изображение герба города воинской славы на монете
Мемориальный комплекс в парке Патриотов
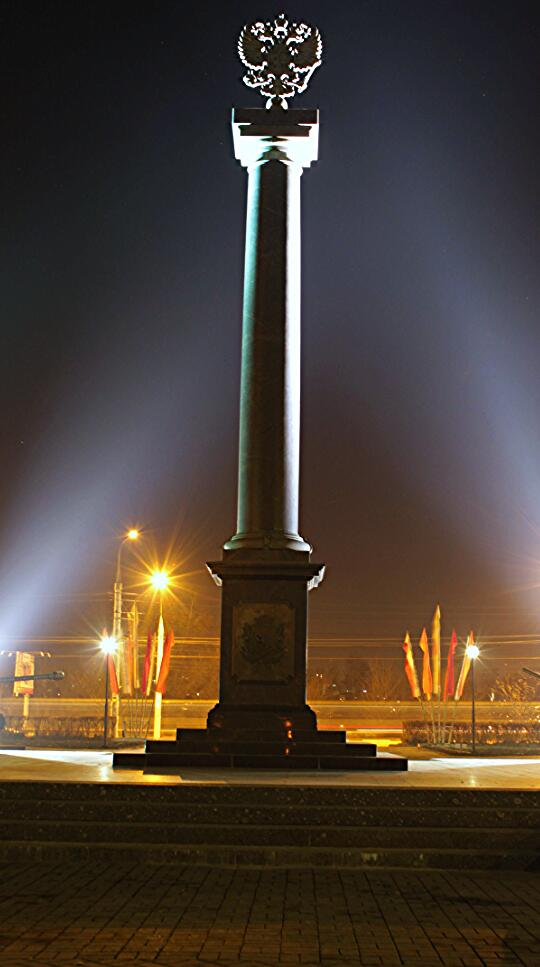
Колонна в ночном освещении
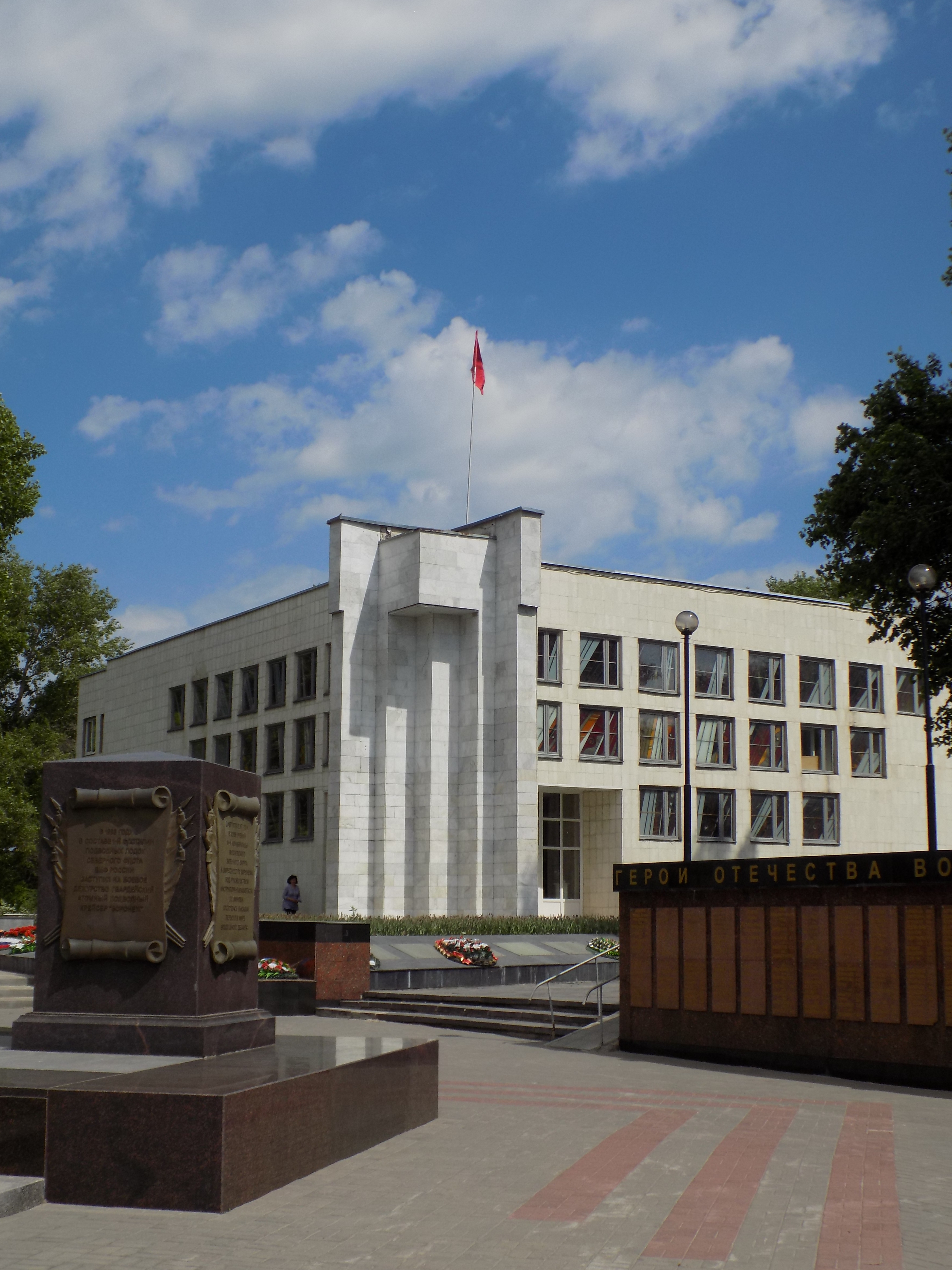
Пилон стелы, братская могила и здание музея
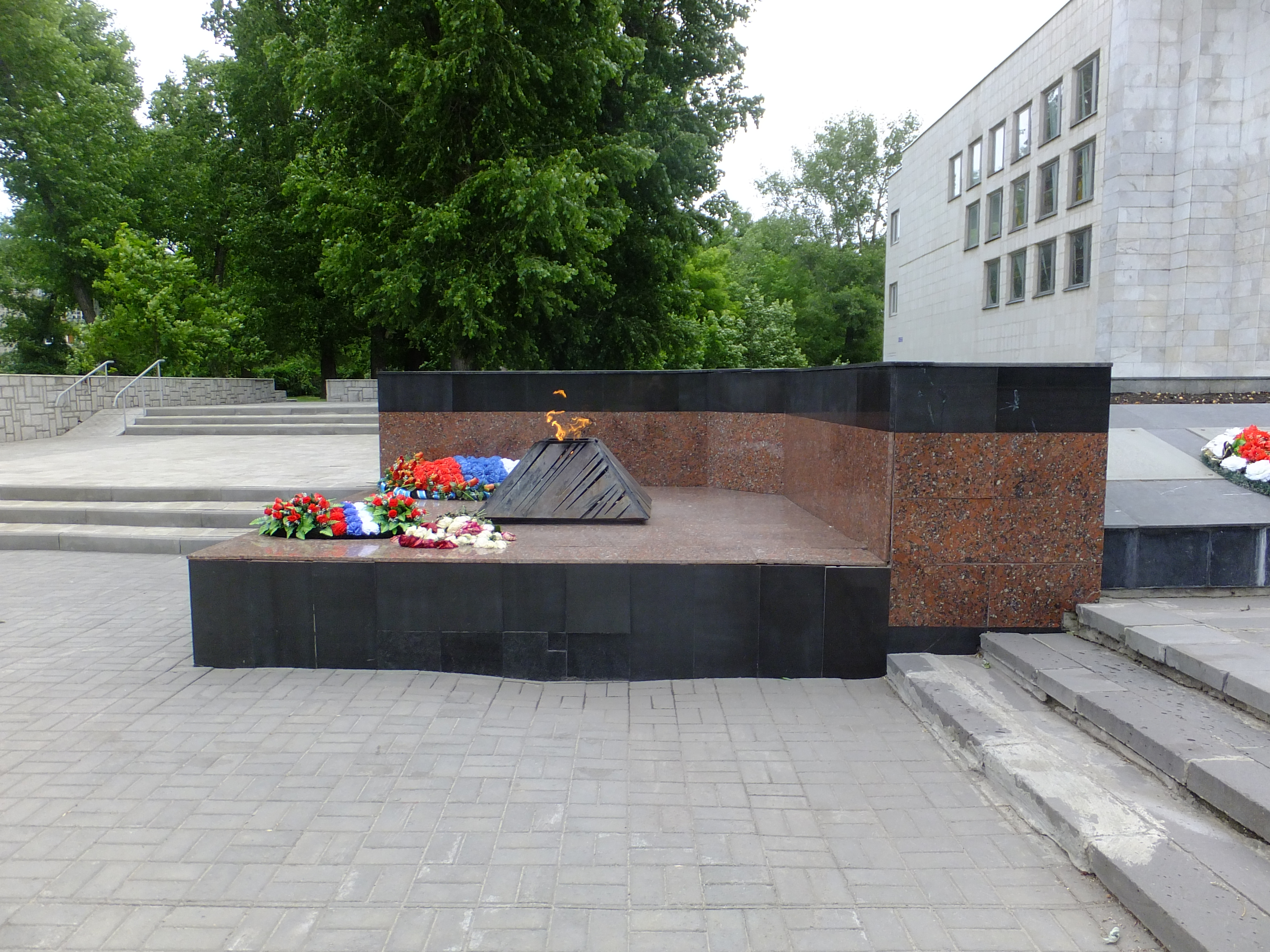
Вечный огонь